# Верещагин, Иван Кузьмич
Ива́н Кузьми́ч Вереща́гин (25 декабря 1901 (7 января 1902), д. Бутыри, Котельничский уезд, Вятская губерния, Российская империя — 1976, СССР) — советский учёный, доктор экономических наук, профессор (1953), директор Московского государственного экономического института (1946—1949), директор Московского государственного института международных отношений (МГИМО) с 1949 по 1952 год.

## Биография
Родился 25 декабря 1901 (7 января 1902) года в деревне Бутыри, Котельничский уезд, Вятская губерния (ныне — Даровского района Кировской области), Российская империя.
После завершения учёбы в школе работал на лесозаготовках, был сплавщиком леса, затем ремонтником на железнодорожной станции Великая.
В 1924 году призван в ряды Красную армию, где служил сапёром. После армии работал в различных финансовых организациях Вятской губернии до 1927 года.
В 1931 году окончил Урало-Сибирский коммунистический университет, до 1932 года работал проректором в этом вузе. В 1933 году назначен заведующим кафедрой общественных наук Свердловского государственного университета.
В 1935 году был командирован в Москву, где учился в Институте красной профессуры. С 1935 по 1938 год одновременно с учёбой исполнял обязанности доцента кафедры политэкономии Московского полиграфического института.
В 1941 году защитил кандидатскую диссертацию на соискание учёной степени кандидата экономических наук. Высшей квалификационной комиссией был утверждён в звании доцента. После этого был назначен заведующим кафедрой политэкономии Высшей школы партийных организаторов при ЦК ВКП(б). Одновременно работал доцентом Московского кредитно-экономического института.
В феврале 1939 года стал заместителем начальника, а затем — исполняющим обязанности начальника отдела финансов Госплана СССР. В декабре 1939 года направлен на работу директором Московского планового института, где также преподавал доцентом кафедры политэкономии.
С началом Великой Отечественной войны в июне 1941 года мобилизован на фронт. 
В мае 1942 года был демобилизован по состоянию здоровья, вновь был откомандирован в Госплан СССР, где возглавил отдел культуры. В 1946 году назначен директором Московского государственного экономического института.
18 марта 1949 года назначается директором Московского государственного института международных отношений (МГИМО). В 1950 году успешно защитил докторскую диссертацию. На посту директора МГИМО трудился до 8 августа 1952 года, после этого был переведён на другую работу. В 1953 году избран профессором.